# De Vink
De Vink – stacja kolejowa w Lejdzie, w prowincji Holandia Południowa, w Holandii. Znajdują się tu 2 perony.

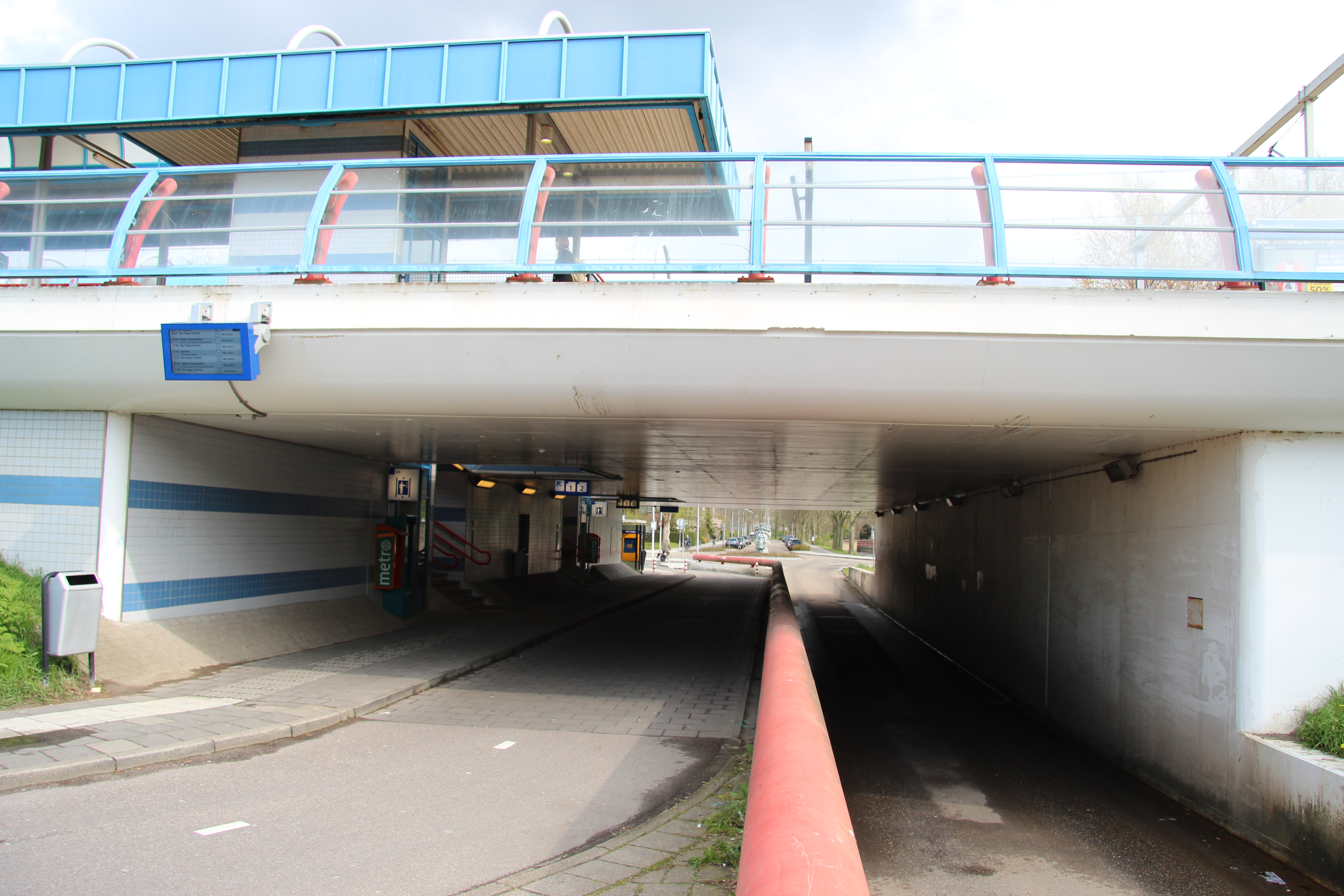
De Vink
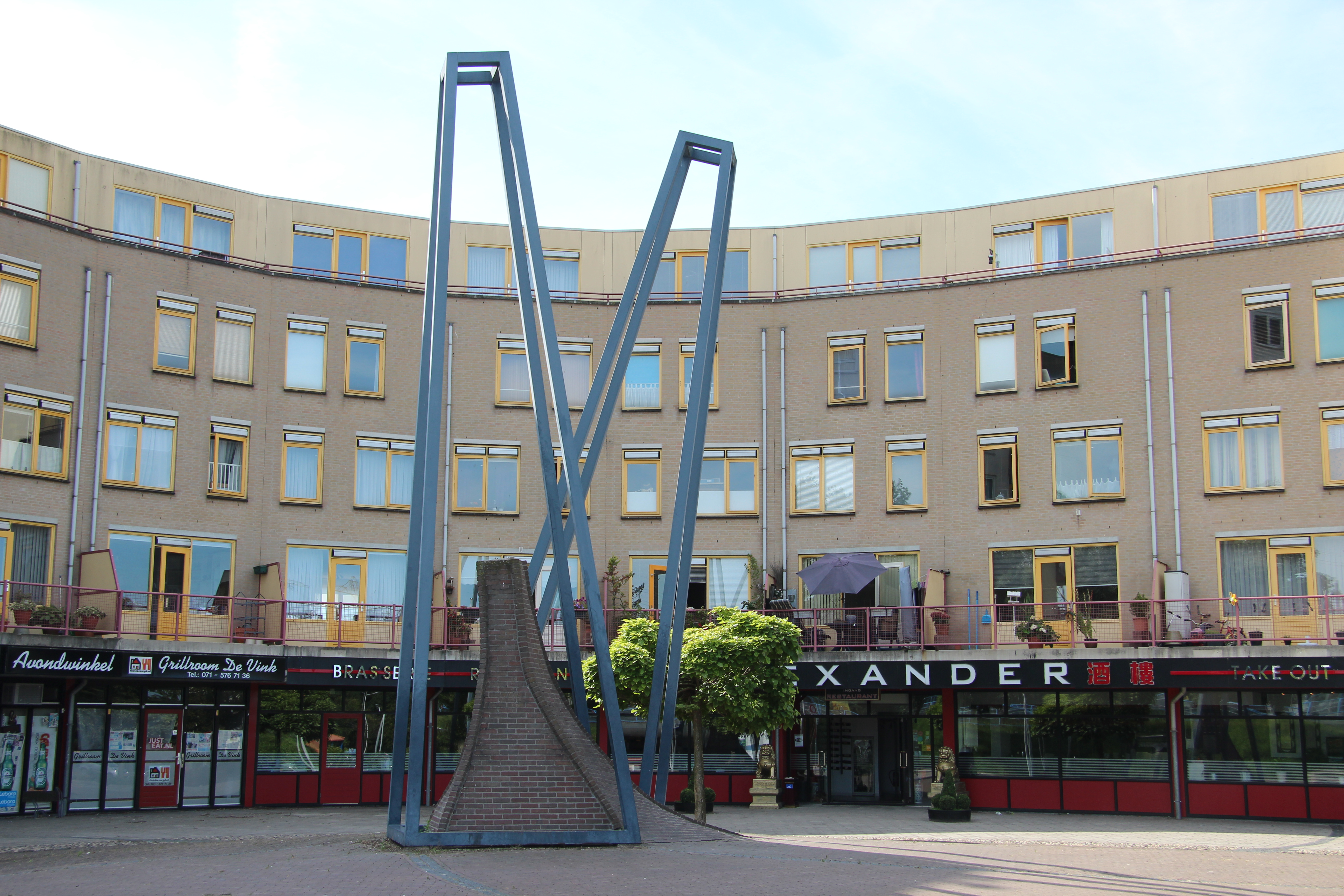
Monument
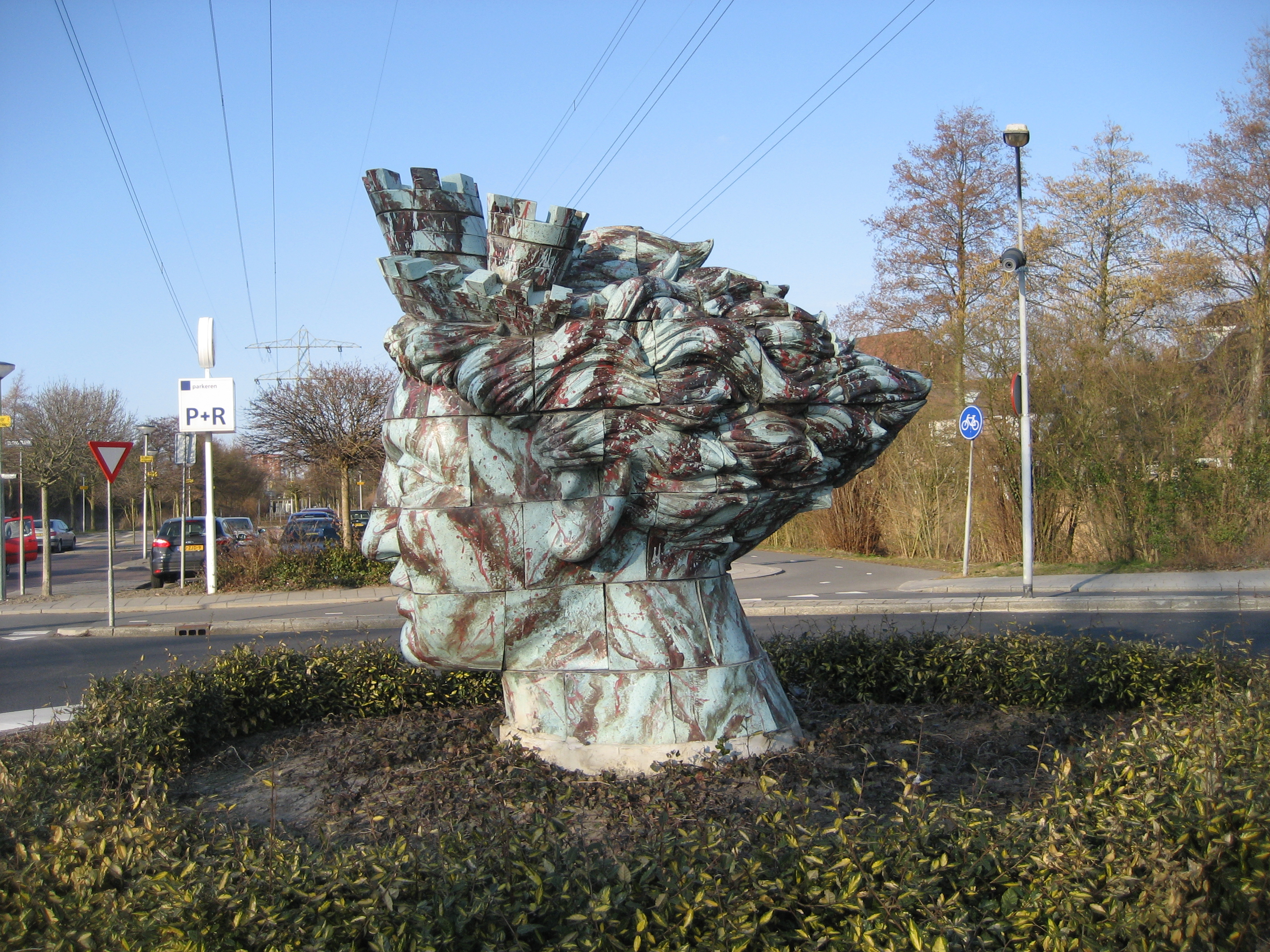
Sibylla

| De Vink                                               |  |                                 |
| Linia Amsterdam Centrall – Rotterdam Centraal (48 km) |  |                                 |
| Voorschotenodległość: 3 km                            |  | Leiden Centraal odległość: 2 km |